# سطح غير نفاذ

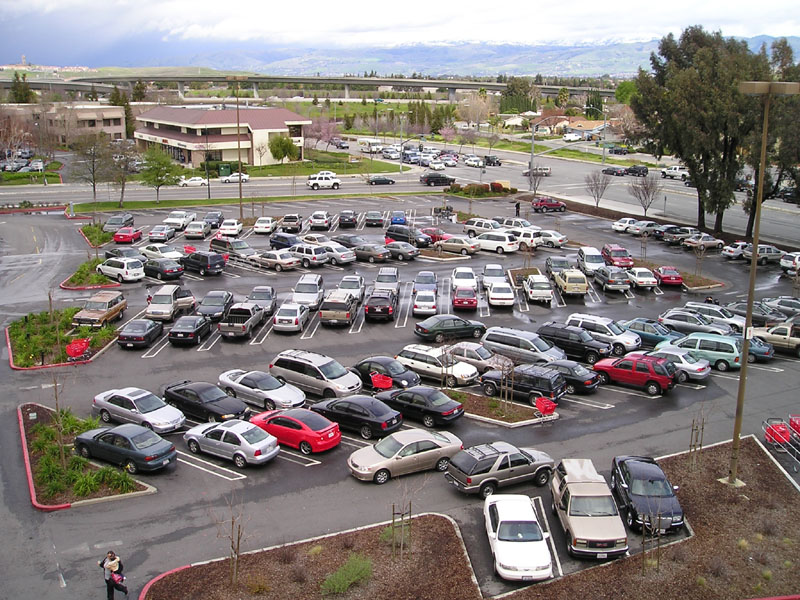
تعتبر مواقف السيارات من أهم الأمثلة على الأسطح غير النفاذة.

الأسطح غير النفاذة أو غير المسامية (بالإنجليزية: Impervious surface) هي بشكل أساسي منشآت اصطناعية مثل الأرصفة (الطرق، ممرات المشاة، مواقف السيارات) مغلفة بمواد غير مسامية مثل الأسفلت، الخرسانة، الطوب، الحجر، وأسطح المباني. كذلك تُعتبر التربة المضغوطة في مناطق التطوير الحضري من الأسطح غير النفاذة بشكل كبير.

## التأثيرات البيئية

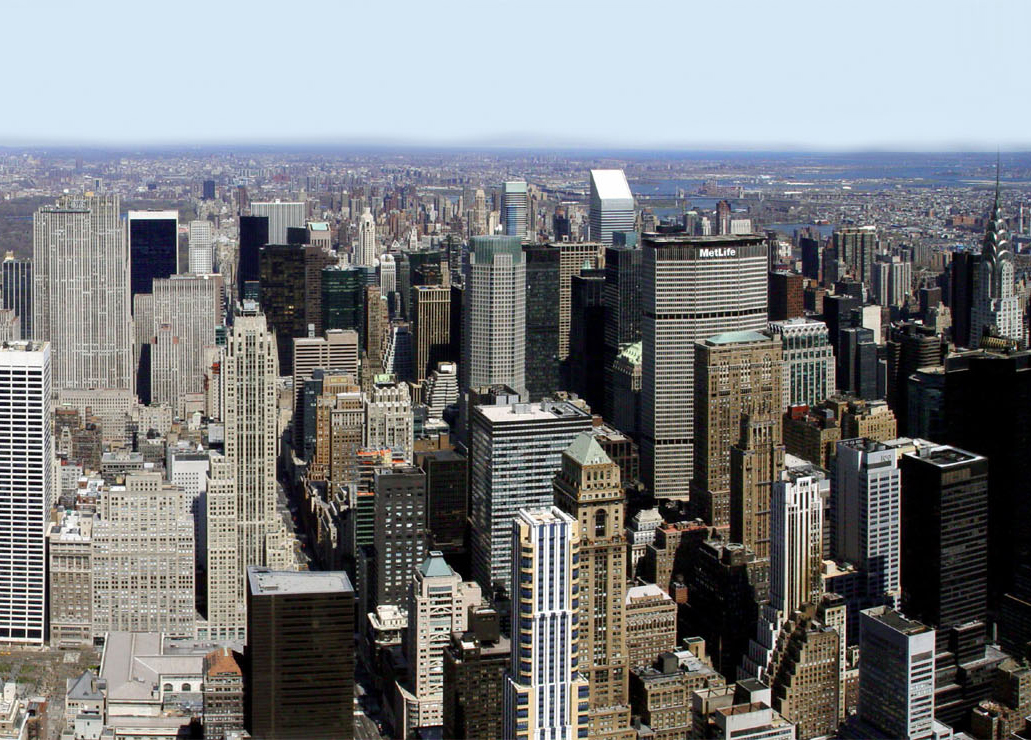
معظم أسطح المباني هي غير نفاذة تماما.

تشكل الأسطح غير النفاذة تهديدا بيئيا، وخاصة على المصادر المائية والهوائية في المناطق الحضرية، حيث أنها تؤثر على سطح التربة، وتغذية الأرض بالمياه الجوفية. ومثال على ذلك، ما يحصل في الولايات المتحدة، حيث أن المناطق الحضرية تغطي فقط 3% من مساحة البلاد، إلا إنها تتسبب بالنسبة الأكبر بجريان المياه بحوالي 13% في الأنهر، و18% في البحيرات، و32% ف مصبات الأنهر.

تعمل الأسطح غير النفاذة على اكتساب حرارة شمسية عالية ضمن مساحاتها. عندما يكون الجو حار، تعمل هذه الأسطح على إطلاق حرارة جوية، وينتج عن ذلك ما يُسمى جزر حرارية حضرية، مما يزيد من إستهلاك الطاقة في المباني.
كما تعمل الأرصفة غير النفاذة على حرمان جذور الأشجار من التهوية. وبما أن الأسطح غير النفاذة تكون في مكان النباتات، فإنها تعمل على تقليل الإنتاجية البيئية، وتؤدي إلى خلل في دورة الكربون في الغلاف الجوي.

## انظر أيضا

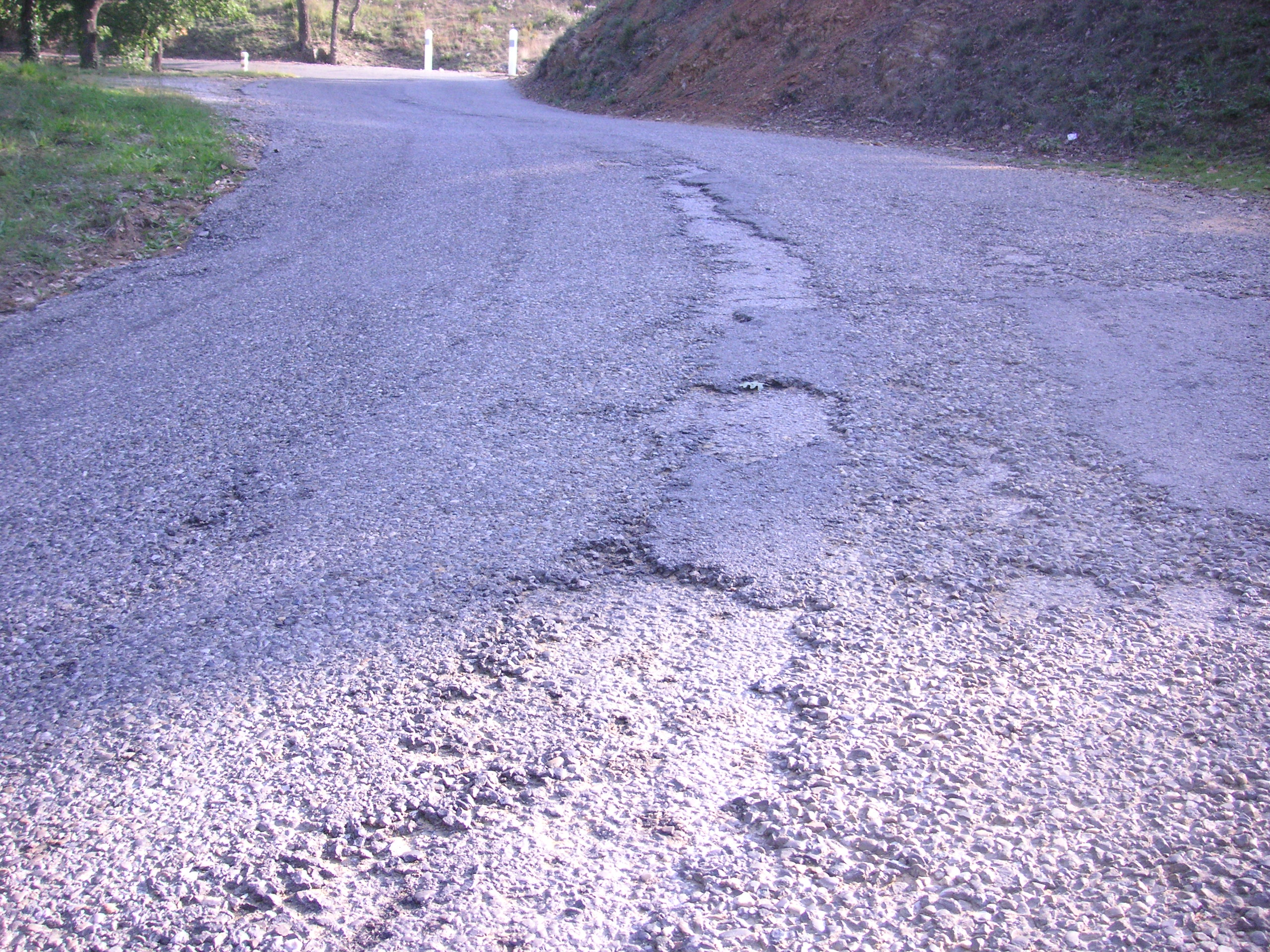
طريق غير مسامي.

## وصلات خارجية
- الأسطح غير النفاذة والفيضانات في المناطق الحضرية| USGS
- مخاطر الأسطح غير النفاذة | المكتبة الوطنية الأمريكية للطب